# Harry Hayes (hijo)
Enrique Ricardo Hayes más conocido como Harry Hayes (hijo) , apodado "Ary" o "el pibe Hayes" fue un futbolista de Rosario Central. Jugaba de delantero, era hijo de Harry Hayes y sobrino de Ennis Hayes. Nació en Rosario el 25 de mayo de 1917 y falleció en la misma ciudad el 31 de marzo de 2004.

## Carrera

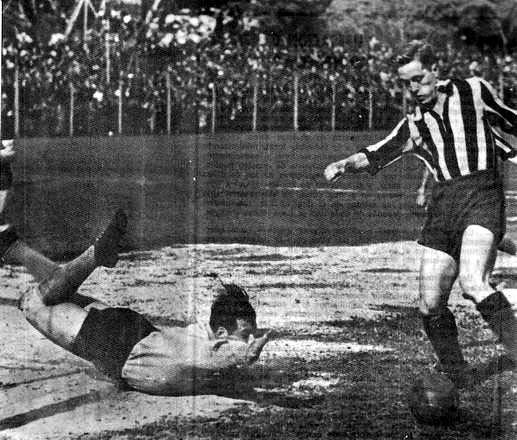
Gol de Harry ante Newell's en 1940.

Debutó en Rosario Central en 1936, llegando a jugar 68 partidos y convirtiendo 51 goles. Sus primeros años los jugó en la era profesional de la Rosarina, y luego en el debut del conjunto Canalla en primera división de AFA, a partir de 1939.
No era tan alto y fornido como su padre, pero si compartía la virtud de un excelente cabezazo. En 1936 se ganó la titularidad, reemplazando nada menos que a Cayetano Potro, pero una lesión lo dejó casi fuera de acción los dos años siguientes. 
En 1939 retornó con Central jugando en Primera de AFA, debutando ante Ferro el 3 de septiembre, y marcando 4 goles. Ese campeonato le convirtió 5 goles a Atlanta, el 1 de noviembre. Repetiría esta marca en 1940 ante Estudiantes, el 7 de julio. 
Convirtió en la primera victoria en el clásico rosarino ante Newell's por Primera División de AFA, marcando el tercer tanto en el 3-1 conseguido en el Parque el 14 de julio de 1940. 
La reincidencia en lesiones lo marginaron definitivamente de la práctica del fútbol siendo aún joven, aunque tuvo un retorno efímero en 1944.

## Clubes
| Club            | País      | Año            |
| --------------- | --------- | -------------- |
| Rosario Central | Argentina | 1936-1941/1944 |

## Estadísticas
| 1934 | Gobernador Molinas   | 1  | 0  |
| 1935 | Gobernador Molinas   | 4  | 2  |
| 1936 | Torneo Preparación   | 10 | 8  |
|      | Gobernador Molinas   | 5  | 3  |
| 1937 | Torneo Ivancich      | 0  | 0  |
|      | Gobernador Molinas   | 0  | 0  |
| 1938 | Torneo Ivancich      | 2  | 0  |
|      | Gobernador Molinas   | 0  | 0  |
| 1939 | Primera División AFA | 12 | 14 |
| 1940 | Primera División AFA | 22 | 18 |
|      | Copa Ibarguren       | 1  | 1  |
| 1941 | Primera División AFA | 11 | 5  |
| 1944 | Primera División AFA | 1  | 0  |

| Ferro Carril Oeste          | 5 |
| Estudiantes de La Plata     | 5 |
| Atlanta                     | 5 |
| Newell's Old Boys           | 4 |
| Sparta de Rosario           | 4 |
| Gimnasia y Esgrima La Plata | 3 |
| Banfield                    | 3 |
| Lanús                       | 2 |
| Tiro Federal                | 2 |
| Gimnasia y Esgrima Rosario  | 2 |
| Belgrano de Rosario         | 2 |
| Argentino de Quilmes        | 2 |
| Vélez Sarsfield             | 2 |
| River Plate                 | 2 |
| Tigre                       | 2 |
| Huracán                     | 2 |
| Club Atlético Independiente | 1 |
| Platense                    | 1 |
| Racing Club                 | 1 |
| Boca Juniors                | 1 |

## Palmarés

### Campeonatos regionales
| Equipo          | País      | Título                            | Año  |
| --------------- | --------- | --------------------------------- | ---- |
| Rosario Central | Argentina | Torneo Preparación ARF            | 1936 |
| Rosario Central | Argentina | Torneo Gobernador Luciano Molinas | 1937 |
| Rosario Central | Argentina | Torneo Hermenegildo Ivancich      | 1937 |
| Rosario Central | Argentina | Torneo Gobernador Luciano Molinas | 1938 |